# ネイサン・フィリオン
ネイサン・クリストファー・フィリオン（Nathan Christopher Fillion, 1971年3月27日 - ）は、カナダ出身の俳優。日本語では「ネイサン・フィロン」、「ネイザン・フィリオン」等とも表記される。

## 人物
アルバータ州エドモントン出身。

## 経歴
出演作としては『ファイヤーフライ 宇宙大戦争』やその映画版『セレニティー』、テレビドラマ『キャッスル 〜ミステリー作家は事件がお好き』のリチャード・キャッスル役などで有名であるが、スティーヴン・スピルバーグ監督作品の『プライベート・ライアン』にもジェイムズ･フレデリック･ライアン役（ミネソタ出身のライアン違い）で出演している。
『キャッスル』でアメリカテレビ界での地位を不動のものとするが、これは先行する『BONES』との関連を指摘されている。なお、フィリオンは『バフィー 〜恋する十字架〜』のエンジェル役のオーディションでデヴィッド・ボレアナズに敗れ、端役のケイレブ役に回されるという因縁がある。
アメリカで人気のテレビゲーム『Halo』シリーズのファンらしく、『Halo 3』では海兵隊の声を担当し、続編の『Halo 3: ODST』では主役、主人公のエドワード・バック軍曹として出演した。
また、2015年発売の最新作『Halo 5: Guardians』では、主人公の一人であるジェイムソン・ロックと常に行動を共にするファイヤーチームオサイラスのチームメンバーのエドワード・バックとして再び出演している。
映画監督のジェームズ・ガンと仲が良く、2006年公開の『スリザー』から彼の2025年の最新作『スーパーマン』まで約6作品に出演している。

## フィルモグラフィ
※役名の太字表記は主演。

### 映画

#### 劇場公開映画
| 年   | 題名                                                                         | 役名                                  | 備考                | 吹替     |
| ---- | ---------------------------------------------------------------------------- | ------------------------------------- | ------------------- | -------- |
| 1998 | プライベート・ライアン Saving Private Ryan                                   | ジェームズ・フレデリック・ライアン    |                     | 成田剣   |
| 1999 | タイムトラベラー きのうから来た恋人 Blast from the Past                      | クリフ                                | 花輪英司            |          |
| 2000 | ドラキュリア Dracula 2000                                                    | デヴィッド神父                        | 不明                |          |
| 2005 | セレニティー Serenity                                                        | マルコム・レイノルズ                  | 日本劇場未公開      | 桐本琢也 |
| 2006 | スリザー Slither                                                             | ビル・パーディ                        |                     | 高橋広樹 |
| 2007 | サイレント・ノイズ リベレーション White Noise 2: The Light                   | エイブ                                | 日本劇場未公開      | 不明     |
| 2007 | ウェイトレス 〜おいしい人生のつくりかた Waitress                             | ジム・ポマター先生                    |                     | 宮本充   |
| 2010 | スーパー! SUPER                                                              | ホーリー・アベンジャー                | 竹内想              |          |
| 2013 | モンスターズ・ユニバーシティ Monsters University                             | ジョニー・ワーシントン                | 声の出演            | 東地宏樹 |
| 2013 | パーシー・ジャクソンとオリンポスの神々/魔の海 Percy Jackson: Sea of Monsters | ヘルメス                              |                     | 宗矢樹頼 |
| 2014 | ガーディアンズ・オブ・ギャラクシー Guardians of the Galaxy                   | 囚人                                  | 声の出演 カメオ出演 | 不明     |
| 2017 | カーズ/クロスロード Cars 3                                                   | スターリング                          | 声の出演            | 大川透   |
| 2018 | サスペクト-薄氷の狂気- Night Hunter                                          | マシュー・クイン                      |                     | 不明     |
| 2021 | ザ・スーサイド・スクワッド “極”悪党、集結 The Suicide Squad                  | コリー・ピッツナー/T.D.K.             | 加藤亮夫            |          |
| 2023 | ガーディアンズ・オブ・ギャラクシー:VOLUME 3 Guardians of the Galaxy Vol. 3   | マスター・カージャ                    | 加藤亮夫            |          |
| 2024 | デッドプール&ウルヴァリン Deadpool & Wolverine                               | ヘッドプール                          | 声の出演 カメオ出演 | 花江夏樹 |
| 2025 | スーパーマン Superman                                                        | ガイ・ガードナー / グリーン・ランタン |                     | 東地宏樹 |

#### テレビ映画
| 年   | 題名                                | 役名                               |
| ---- | ----------------------------------- | ---------------------------------- |
| 1993 | エアポート1994 Ordeal in the Arctic | Master Warrant Officer Tom Jardine |

#### ビデオ映画
| 年   | 題名                                                                         | 役名                                | 備考     |
| ---- | ---------------------------------------------------------------------------- | ----------------------------------- | -------- |
| 2011 | Green Lantern: Emerald Knights                                               | ハル・ジョーダン / グリーンランタン | 声の出演 |
| 2012 | Justice League: Doom                                                         | ハル・ジョーダン / グリーンランタン | 声の出演 |
| 2013 | Justice League: The Flashpoint Paradox                                       | ハル・ジョーダン / グリーンランタン | 声の出演 |
| 2015 | ジャスティス・リーグ:アトランティスの進撃 Justice League: Throne of Atlantis | ハル・ジョーダン / グリーンランタン | 声の出演 |
| 2018 | デス・オブ・スーパーマン The Death of Superman                               | ハル・ジョーダン / グリーンランタン | 声の出演 |
| 2019 | レイン・オブ・ザ・スーパーメン Reign of the Supermen                         | ハル・ジョーダン / グリーンランタン | 声の出演 |

### テレビシリーズ
| 放映年    | 題名                                                             | 役名                                  | 備考                                              | 吹替     |
| --------- | ---------------------------------------------------------------- | ------------------------------------- | ------------------------------------------------- | -------- |
| 1996      | スピン・シティ Spin Sity                                         | Guy                                   | シーズン1第6話「A Star Is Born」                  |          |
| 1998-2001 | ふたりの男とひとりの女 Two Guys and a Girl                       | ジョニー                              | 計60話出演                                        |          |
| 2001      | キング・オブ・ザ・ヒル King of the Hill                          | フリスビー・ガイ                      | 声の出演 シーズン5第15話「Luanne Virgin 2.0」     |          |
| 2002      | ファイヤーフライ 宇宙大戦争 Firefly                              | マルコム・レイノルズ                  | 計14話出演                                        |          |
| 2003      | バフィー 〜恋する十字架〜 Buffy the Vampire Slayer               | ケイレブ                              | 計5話出演                                         |          |
| 2003      | miss match ミス・マッチ Miss Match                               | アダム・ローガン                      | 計6話出演                                         |          |
| 2006      | LOST Lost                                                        | ケヴィン                              | シーズン3第6話「誓い」                            |          |
| 2007      | デスパレートな妻たち Desperate Housewives                        | アダム・メイフェア                    | 計12話出演                                        | 加門良   |
| 2009-2016 | キャッスル 〜ミステリー作家は事件がお好き Castle                 | リチャード（リック）・キャッスル      | 計173話出演                                       | 加藤亮夫 |
| 2015      | ビッグバン★セオリー/ギークなボクらの恋愛法則 The Big Bang Theory | 本人役                                | シーズン8第15話「コミックストア再オープンの法則」 | 加藤亮夫 |
| 2017      | ブルックリン・ナイン-ナイン Brooklyn Nine-Nine                   | Mark Deveraux                         | シーズン4第14話「現実は刑事ドラマと非なり」       |          |
| 2018      | American Housewife                                               | 本人役                                | 計2話出演                                         | N/A      |
| 2018-     | ザ・ルーキー 40歳の新米ポリス!? The Rookie                       | ジョン・ノーラン                      | 兼製作総指揮                                      | 堀内賢雄 |
| 2021-2022 | レジデント・エイリアン 〜宇宙からの訪問者〜 Resident Alien       | 42（タコ）                            | 声の出演 計6話出演                                |          |
| 2022-2025 | ザ・リクルート The Recruit                                       | アルトン・ウェストCIA長官             | 計5話出演                                         | 加藤亮夫 |
| 2022-2023 | ザ・ルーキー:FEDS FBI新米捜査官ファイル The Rookie: Feds         | ジョン・ノーラン                      | 計3話出演                                         | 堀内賢雄 |
| 2024      | モンスターズ・ワーク Monsters at Work                            | ジョニー・ワーシントン                | 声の出演 計8話出演                                | 東地宏樹 |
| 2025      | ピースメイカー Peacemaker                                        | ガイ・ガードナー / グリーン・ランタン | シーズン2より登場                                 | 東地宏樹 |
| 2026      | Lanterns                                                         | ガイ・ガードナー / グリーン・ランタン | 計8話出演                                         | 東地宏樹 |

### テレビゲーム
- Halo 3 (2007) - 海兵隊
- Halo 3: ODST (2009) - バック - 声と肖像（モデル）の出演。
- Halo 5: Guardians (2015) - バック - 声と肖像（モデル）の出演。
- Destiny 2 (2017) - ケイド6 - 声の出演。

## 日本語吹き替え
『キャッスル 〜ミステリー作家は事件がお好き』以降、主に加藤亮夫が担当している。
このほかにも、堀内賢雄、東地宏樹、加門良、成田剣、花輪英司、桐本拓哉、高橋広樹、竹内想、宗矢樹頼なども声を当てている。